# Cliff Edwards
Cliff Edwards, znany jako „Ukelele Ike” (ur. 14 czerwca 1895 w Hannibal w stanie Missouri, zm. 17 lipca 1971 w Hollywood) – amerykański piosenkarz i muzyk popularny w latach 20. i 30. XX wieku.
Pierwszy wykonawca Deszczowej piosenki.
Podkładał głosy w filmach animowanych. Znany najlepiej z głosu Świerszcza w filmie Pinokio z 1940, w którym zaśpiewał m.in. przebój „When You Wish Upon a Star”.